# Министерство образования и науки Республики Дагестан
 Министерство образования и науки Республики Дагестан  (Минобрнауки Дагестана) — республиканский орган исполнительной власти России, осуществляющий функции по выработке политики и нормативно-правовому регулированию в сфере образования, научной, научно-технической и инновационной деятельности, интеллектуальной собственности, воспитания, опеки и попечительства, социальной поддержки и социальной защиты обучающихся и воспитанников образовательных учреждений.
Указом Президента РД от 7 февраля 2013 года ведомство переименовано в Министерство просвещения и науки Республики Дагестан. 14 февраля 2014 года Указом Президента РД это нововведение было отменено.
31 января 2014 года Министерство образования и науки было объединено с Министерством по делам молодёжи в одно Министерство — Министерство образования, науки и молодёжной политике. 21 июля 2014 года эти министерства вновь стали функционировать как самостоятельные ведомства.

## Компетенция Минобрнауки
Минобрнауки регулирует в следующих областях:
- образование;
- научная, научно-техническая деятельность и инновационная деятельность в научно-технической сфере;
- интеллектуальная собственность;
- воспитание, опека и попечительство в отношении несовершеннолетних граждан;
- социальная поддержка и социальная защита обучающихся и воспитанников образовательных учреждений;
- национальная исследовательская компьютерная сеть нового поколения и информационное обеспечение научной, научно-технической и инновационной деятельности.

## Руководство министерства

### Министр образования и науки Республики Дагестан
- Яхья Гамидович Бучаев (с 26 марта 2021).

### Первый заместитель министра
- Алиев Ширали Курбанович[5]

### Заместители министра
- Арухова, Альбина Сефербековна[5];
- Магомедов, Назир Гамидулахович[5];
- Исамутдинов, Дагир Изамутдинович[5];
- Алиев Хаджимурад Расулович[5];

## Структура центрального аппарата
- Управление общего образования[6]
- Управление экономики, планирования и бюджетного процесса
  - Отдел планирования, финансирования бюджетного процесса и реализации государственных программ
  - Отдел бухгалтерского учёта, отчетности и контроля
- Управление дополнительного образования, социальной защиты и поддержки детей и молодежи
- Управление надзора и контроля в сфере образования
  - Отдел опеки и попечительства
  - Отдел профессионального образования
  - Отдел науки и информационного обеспечения
  - Отдел кадров и правового обеспечения